# Faramea nitida
Faramea nitida är en måreväxtart som beskrevs av George Bentham. Faramea nitida ingår i släktet Faramea och familjen måreväxter. Inga underarter finns listade i Catalogue of Life.